# نوربورناديين
نوربورناديين هو مركب كيميائي من الهيدروكربونات ثنائية الحلقة غير المشبعة له الصيغة الكيميائية C7H8، ويكون على سائل.

## التحضير
يحضر مركب النوربورناديين من تفاعل ديلز-ألدر بين حلقي البنتاديين والأسيتيلين:

## الخواص
يوجد النوربورناديين في الشروط القياسية على شكل سائل، وهو يعد من المركبات النشيطة كيميائياً، إذ يشارك في تفاعلات الإضافة الحلقية؛ كما يعد مادة أولية في تحضير المركبات متعددة الحلقات مثل ديامنتان diamantane.
يتحول إلى مصاوغه التكافؤي: مركب كوادريسكلان Quadricyclane بتفاعل كيميائي ضوئي عند التعرض لأشعة الشمس وذلك مع استخدام مادة محسّسة مثل أسيتوفينون:

## الاستخدامات
يعد زوج المركبات نوربورناديين-كوادريسكلان ذا أهمية محتملة في تخزين الطاقة الشمسية.
كما يستخدم المركب كربيطة في الكيمياء العضوية الفلزية، وكذلك الأمر مع مشتقاته.

## اقرأ أيضاً
- نوربورنان
- نوربورنين